# Catch You
Catch You è il primo singolo estratto dal terzo album della cantante pop britannica Sophie Ellis-Bextor, Trip the Light Fantastic.
La canzone è un brano pop rock scritto dalla cantante insieme a Cathy Dennis e Greg Kurstin e prodotta da quest'ultimo. Il singolo è stato pubblicato in Regno Unito e Irlanda il 19 febbraio e in Australia il 28 aprile, per l'etichetta discografica Fascination.

## Pubblicazione
Il singolo è stato presentato durante lo spettacolo di Capodanno del 2007 dell'emittente televisiva britannica BBC, mentre il video musicale del brano è stato girato a Venezia da Sophie Muller e diffuso dal 13 gennaio 2007.
Il singolo ha poi raggiunto l'ottava posizione della classifica dei singoli britannica e la settima della classifica dance australiana, rimanendo in classifica per dieci settimane.

## Tracce
CD single
1. "Catch You" — 3:17
2. "Down with Love" — 3:55

12" Picture Disc
- A1. "Catch You" — 3:17
- A2. "Catch You" (Jay Cox's Fizzekal half dub remix) — 6:08
- B1. "Catch You" (Moto Blanco radio edit) — 3:31
- B2. "Catch You" (Digital Dog mix) — 6:37

Australian CD single
1. "Catch You" — 3:17
2. "Down with Love" — 3:55
3. "Catch You" (Moto Blanco radio edit) — 3:31
4. "Catch You" (Riff and Rays radio edit) — 3:35
5. "Catch You" (music video) — 3:27

Remixes
- Radio edit — 3:17
- Moto Blanco radio edit — 3:31
- Riff and Ray's radio edit — 3:35
- Digital Dog club mix — 6:37
- Jay Cox Fizzekal half dub remix — 6:08
- Moto Blanco Club mix — 8:29
- Moto Blanco dub — 6:49
- Riff and Ray's mix — 8:21

## Classifiche
| Classifica (2007) | Posizione raggiunta |
| ----------------- | ------------------- |
| Belgio (Fiandre)  | 7                   |
| Regno Unito       | 8                   |
| Italia            | 14                  |
| Irlanda           | 29                  |
| Australia         | 44                  |
| Paesi Bassi       | 84                  |
| Svizzera          | 92                  |